# Luze, Haute-Saône
Luze là một xã thuộc tỉnh Haute-Saône trong vùng Bourgogne-Franche-Comté phía đông nước Pháp.